# 近衛步兵第7聯隊
近衛步兵第7聯隊為大日本帝國陸軍步兵聯隊之一。

## 沿革
- 1943年（昭和18年）

6月1日 - 編成
9月7日 - 拝受軍旗
- 1945年（昭和20年）

8月15日 - 終戰

## 歷任聯隊長
| 任 | 姓名     | 在任期間    | 備考     |
| -- | -------- | ----------- | -------- |
| 末 | 皆美貞作 | 1943.6.10 - | 陸士25期 |

## 關聯項目
- 大日本帝國陸軍聯隊列表
- 東京師管区（日语：東京師管区）